# تپه طبلشکین
تپه طبلشکین مربوط به دوران‌های تاریخی پس از اسلام است و در شهرستان بوئین‌زهرا، روستای طبلشکین واقع شده و این اثر در تاریخ ۲۴ فروردین ۱۳۸۲ با شمارهٔ ثبت ۸۱۷۹ به‌عنوان یکی از آثار ملی ایران به ثبت رسیده است.